# Torment (film din 1944)
Torment (în suedeză Hets) este un film suedez din 1944, regizat de Alf Sjöberg după un scenariu de Ingmar Bergman. Filmul, o poveste despre sex, pasiune și crimă, a fost lansat inițial ca Frenzy în Regatul Unit, deși lansările ulterioare au folosit titlul american. Filmul A fost înscris la Festivalul de Film de la Cannes din 1946 unde a fost unul dintre câștigătorii Grand Prix du Festival International du Film, cunoscut mai târziu sub numele de Palme d'Or.

## Intrigă
Un profesor sadic de latină, poreclit „Caligula” de către elevii săi îndelung răbdători, își conduce clasa la o școală din Stockholm ca pe regatul său. Este excepțional de dur cu sârguinciosul Jan-Erik, unul dintre elevii săi. Într-o noapte, Jan-Erik se întoarce acasă și găsește o tânără în stare de ebrietate plângând pe stradă. O recunoaște drept Bertha, funcționara dintr-un magazin de tutun de lângă școală, și o duce acasă. Berthei îi plac bărbați și băuturile alcoolice, iar Jan-Erik își petrece cea mai mare parte a nopții pe patul ei. El intră într-o relație cu ea, devenind foarte implicat, iar temele lui la școală au de suferit. Bertha se mai întâlnește și cu un bărbat mai în vârstă de care se teme, deși nu-i va dezvălui numele. Se pare că el este Caligula și află de relația elevului său. El îi îngreunează și mai mult viața lui Jan-Erik și o forțează pe Bertha să-i facă voia, amenințând cu suspendarea lui Jan-Erik. Dar Caligula este prea violent cu Bertha și, într-o zi, Jan-Erik o găsește moartă. Îl găsește pe Caligula ascuns într-un colț și cheamă poliția. Fără nicio dovadă, însă, Caligula este eliberat în curând și aranjează rapid expulzarea lui Jan-Erik, care îl acuză pe Caligula de crimă și, în cele din urmă, îl lovește în fața directorului școlii. Apoi se duce să stea în apartamentul Berthei. Directorul școlii vine la apartament și își oferă asistența pentru a-l ajuta pe Jan-Erik să revină pe drumul cel bun. Caligula sosește la apartament după plecarea directorului, căutând un fel de iertare, dar Jan-Erik îl respinge și, în schimb, părăsește apartamentul, filmul încheindu-se cu aceste mergând spre orașul care se trezește.

## Distribuția
- Alf Kjellin în rolul Jan-Erik Widgren (elev la Ring IV L)
- Stig Järrel în rolul "Caligula", profesorul de latină
- Mai Zetterling în rolul Bertha Olsson, funcționară la magazinul de țigări
- Olof Winnerstrand în rolul Directorului
- Gösta Cederlund în rolul Pippi, profesor
- Stig Olin în rolul Sandman, elev
- Jan Molander în rolul Pettersson, elev
- Olav Riégo în rolul Dl. Widgren
- Märta Arbin în rolul D-nei. Widgren

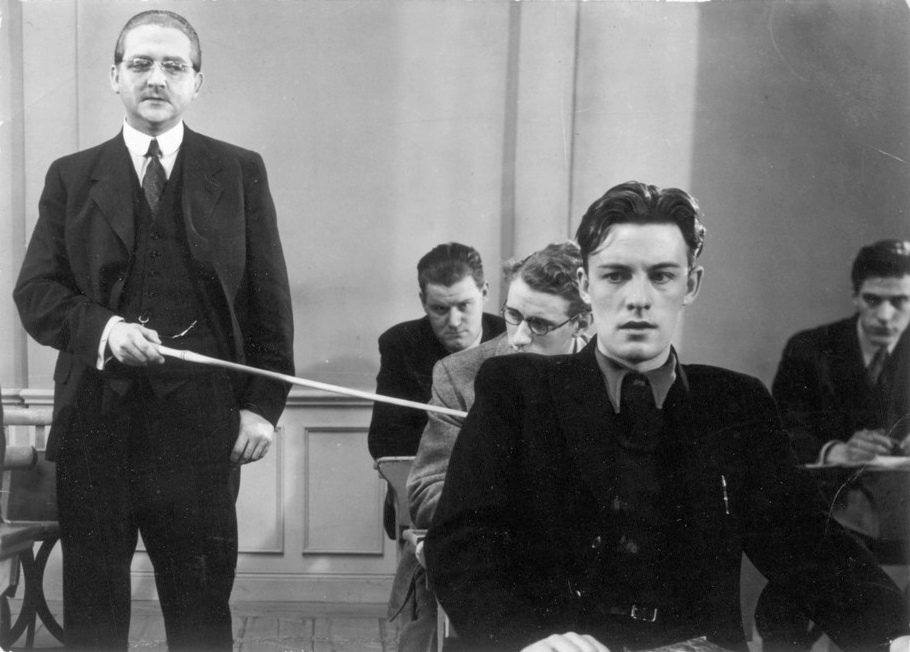
Stig Järrel și Alf Kjellin

- Hugo Björne în rolul Doctorului

## Producția
La 16 ianuarie 1943, Ingmar Bergman a fost numit de Svensk Filmindustri (SF) drept „regizor asistent și scenarist” pentru un contract inițial de un an. Bergman, care a fusese bolnav și care fusese spitalizat în iarna 1942-1943, a scris scenariul pentru Torment, pentru care SF a dobândit drepturile în iulie 1943. Profesorul de latină Caligula se bazează parțial pe profesorul de latină Sjögren (interpretat tot de Stig Järrel). în filmul din 1942 Lågor i dunklet al regizorului Hasse Ekman.
Filmările, la care Ingmar Bergman a fost regizor asistent, au avut loc în două etape. Prima etapă, pentru scene interioare, a avut loc între 21 februarie și 31 martie 1944 la studiourile Filmstaden de la nord de Stockholm și la liceul Södra Latin din centrul Stockholmului. A doua etapă, care acoperă scenele exterioare, a cuprins doar zece zile la sfârșitul lunii mai a aceluiași an. În a doua sa autobiografie, Imagini: Viața mea în film, Bergman descrie filmările exterioare drept debutul său real în regie:
Când filmul era virtual realziat, mi-am făcut debutul ca regizor de film. Inițial, Torment se termină după ce toți studenții și-au promovat examenul final, cu excepția unuia, interpretat de Alf Kjellin, care iese printr-o ușă din spate în ploaie. Caligula stă la fereastră, făcându-i rămas bun cu mâna. Toată lumea a simțit că acest final era prea întunecat. A trebuit să adaug o scenă suplimentară în apartamentul fetei moarte, unde directorul școlii are o discuție sinceră cu Kjellin, în timp ce Caligula, ratatul speriat, țipă pe scara de dedesubt. Noua scenă finală îl arată pe Kjellin în lumina zorilor, mergând spre orașul care se trezește. Mi s-a spus să filmez aceste ultime scene exterioare, deoarece Sjöberg lucra la un alt film. Au fost primele mele imagini filmate profesional. Eram mai încântat decât pot descrie. Mica echipă de filmare a amenințat că va părăsi platoul și va pleca acasă. Am țipat și am înjurat atât de tare încât oamenii s-au trezit și s-au uitat pe ferestre. Era ora patru dimineața.